# Graubünden
| Kanton Graubünden         |                                     |
| \| Grb kantona \|         |                                     |
| Položaj u Švicarskoj      |                                     |
|                           |                                     |
| Podaci                    |                                     |
| Glavni grad               | Chur                                |
| Pristupanje konfederaciji | 1803.                               |
| Skraćenica                | GR                                  |
| Stanovništvo              | 190.459 stan.                       |
| Popis                     | 2008.                               |
| Površina                  | 1.671 km²                           |
| Gustoća                   | 27 stan./km²                        |
| Br. općina                | 190                                 |
| Jezici                    | njemački, talijanski , retoromanski |
| Zemljovid kantona         |                                     |
|                           |                                     |
| Grb kantona               |                                     |

Kanton Graubünden (kratica GR, njem. Kanton Graubünden [▶], retoromanski:Chantun Grischun [▶], ital. Cantone dei Grigioni) je kanton u istočnom dijelu Švicarske. Glavni grad i najveće naselje kantona je grad Chur. 

## Prirodne odlike
Kanton Graubünden je smješten u istočnom dijelu Švicarske i graniči s Lihtenštajnom, Austrijom i Italijom i susjednim švicarskim kantonima (Ticino, Uri, Glarus, St. Gallen). Površina Graubinden je 7.105 kilometara četvornih (17,2% površine Švicarske) i to je po površini najveći kanton u državi.
Graubünden se nalazi u visokim Alpama, od kojih je glavna masa u središnjem dijelu kantona nazvana Graubindenskim Alpama. Na zapadu županije su Glaruski Alpi. Najviši vrh je Pik Bernina na 4.049 metara. Sam kanton spada u najviše području Europe, a ovdje je smješten i najviši grad u Europi, mondenski Saint Moritz (na 1.850 m n. V.). Kroz njega protječu rijeke Inn i Rajna, a ove velike rijeke ovdje ističu i teku gornjim dijelom toka. Doline ovih rijeka su "žile-kucavice" kantona i tu je koncetrirano stanovništvo i gospodarstvo. 

## Povijest
Područje današnjeg kantona Graubünden u srednjem vijeku bilo je pod vlašću biskupa iz Chura. 1497. g. područje je pripojeno staroj Švicarskoj konfederaciji, ali je tek 1803. g. oblikovan današnji kanton.

## Stanovništvo i naselja
Kanton Graubünden je imao 190.459 stanovnika 2008. g.
Jezici: U županiji Graubinden se govore tri jezika (jedinstven po ovome u Švicarskoj), koji su svi službeni:
- njemački jezik - 68% - pretežan jezik u kantonu i materinji za sjeverni i središnji dio kantona;
- retoromanski jezik (ili Romans) - 15% - materinji za istočni i zapadni dio kantona, ali danas u opadanju i sveden mahom na starije stanovništvo i manja i zabita naselja i doline;
- talijanski jezik - 10% - materinji za južni dio kantona, točnije za tri razdvojene doline u slijevu rijeke Po (tzv. Talijanski Graubunden);

U kantonu je 47 % katolika i 41 % protestanata. Vjerske manjine su malobrojne i ograničene na skorašnje doseljenike. 

## Gospodarstvo
Gospodarstvo kantona temelji na stočarstvu, šumarstvu i turizmu (Davos, Saint Moritz, Kloster). U okolici Chura proizvodi se vino, a sam grad je i industrijsko središte. 

## Vanjske poveznice
- http://www.GR.ch/